# Nomans Land

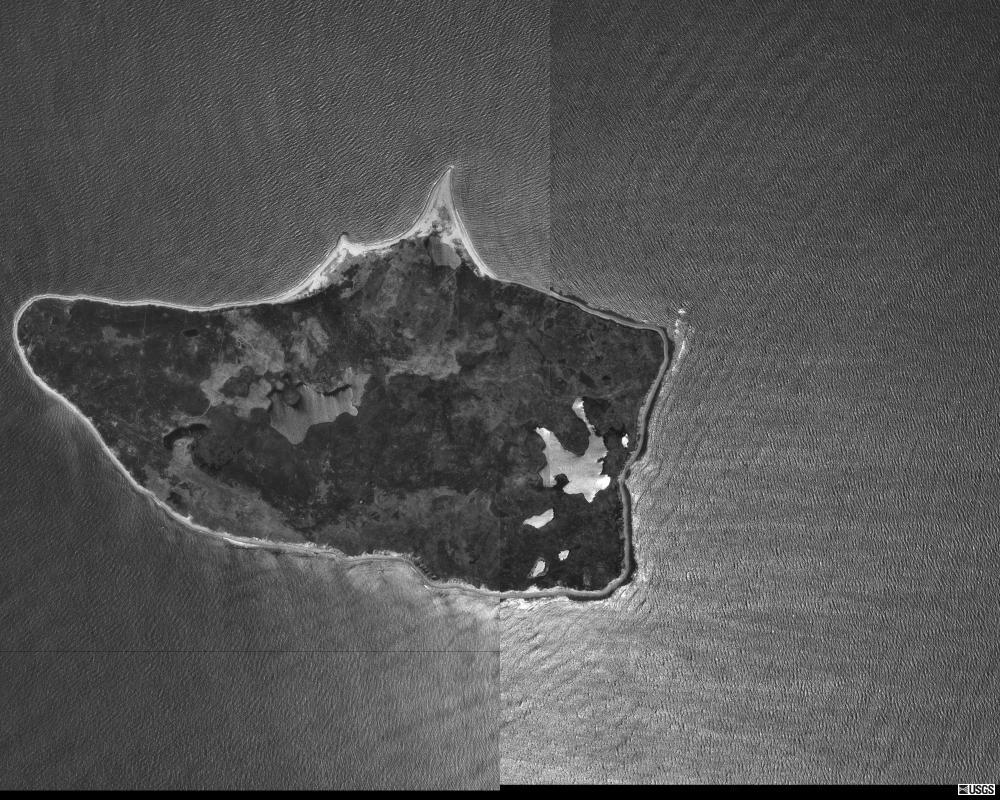
Nomans Land

Nomans Land is een onbewoond eiland ter grootte van 2,477 km², gelegen bij de stad Chilmark, Dukes County, Massachusetts. Het ligt op ongeveer 5 km uit de zuidwestelijke hoek van het eiland Martha's Vineyard. Op het eiland ligt waarschijnlijk niet-ontplofte munitie, door haar rol als een bombardementsoefenterrein van 1943 tot 1996. Bijgevolg is het eiland gesloten voor het publiek.
Het eiland heeft waarschijnlijk de naam "Nomans Land" gekregen naar een Martha's Vineyard Wampanoag hoofdman, Tequenoman, die bevoegd was over het eiland toen de Engelsen er kwamen aan het begin van 15de eeuw. De naam van het eiland luidde toen "TequeNoman's Land".
Een vliegveld is gebouwd door de Amerikaanse marine aan de zuidelijke rand van het eiland tussen november 1942 en mei 1944, en het eiland werd gebruikt tijdens de Tweede Wereldoorlog als een oefenterrein voor bommenwerpers tussen 1943 en 1996. Het vliegveld werd verlaten door de Amerikaanse marine ergens tussen 1945 en 1954, hoewel het verder gebruikt werd als een oefenterrein tot 1996. Over het gebied liggen twee beperkte luchtruimgebieden, R-4105A en R-4105B.
Het oostelijke deel van het eiland werd beheerd door de US Fish and Wildlife Service (FWS) sinds 1975. Tegenwoordig is het gebied een trekvogelparadijs.
Het eiland is ook de vindplaats van de Leif Eriksson runensteen, wat een aanwijzing zou kunnen zijn dat het gebied bezocht is door Noormannen.